# 花と修羅
『花と修羅』（はなとしゅら）は、2022年制作の日本の短編映画。
2022年度早稲田大学映像制作実習作品として制作された。

## キャスト
- 田宮緑 : 田幡妃菜 [1]
- 石神伊和 : 瀬戸真莉奈[1]
- 三宅 : 松下哲[1]

## スタッフ
- 監督・脚本 : 山崎春風
- 撮影 :  村上葉平
- 照明 : 石川虎之介
- 音楽 : 松久夏也、山口那奈
- 録音 : 木村真生、南浦雄尽
- 美術 : 山崎春風、佐々木瞳、関川莉子
- 監修 : 是枝裕和、篠崎誠、土田環 ほか

## 受賞
- 第33回 ゆうばり国際ファンタスティック映画祭 ファンタスティックゆうばりコンペティション 入選[2]
- 第15回 下北沢映画祭 コンペティション部門 入選[3]
- 第18回 札幌国際短編映画祭 ジャパンパノラマ-Aプログラム 入選[4]
- Korea International Short Film Festival (韓国国際短編映画祭) 2023 最優秀脚本賞/最優秀女優賞　受賞[5]
  - 最優秀脚本賞 - 山崎春風[5]
  - 最優秀女優賞 - 田幡妃菜と瀬戸真莉奈のダブル受賞[5][6]